# What a Life (EP)
Albums de EXO-SC
1 Billion Views
(2020)
Singles
1. What a life
Sortie : 22 juillet 2019
2. Just us 2
Sortie : 22 juillet 2019
3. Closer to you
Sortie : 22 juillet 2019

What a Life est le premier EP d'EXO-SC, le second sous-groupe d'EXO ainsi que le premier duo formé, et est sorti le 22 juillet 2019 sous SM Entertainment et distribué par Dreamus Company Korea.

## Contexte et sortie
Le 5 juin 2019, selon des informations communiquées par OSEN, les deux membres devraient faire leurs débuts ensemble en juillet. Des sources affirment que Chanyeol et Sehun ont récemment terminé le tournage de leur clip et sont en phase finale de la préparation de leur album. Plus tard, SM Entertainment a confirmé ces propos. Le 28 juin, il a été dévoilé que le duo débuterait avec un premier mini-album intitulé What a Life prévu pour le 22 juillet prochain, ce premier opus serait composé de six titres. Le 9 juillet, W Korea a posté une vidéo montrant une séance photo du duo pour le magazine, le tout accompagné d'un extrait audio de la chanson titre. Le 12 juillet, l'agence a révélé que l'EP contiendra trois singles dont "What a life", "있어 희미하게 (Just us 2)" et "부르면 돼 (Closer to you)".

## Singles
"What a life" est décrit comme une piste hip hop avec un son unique et un refrain entraînant, et les paroles contiennent un message agréable : “Travaillons et jouons avec bonheur”. "있어 희미하게 (Just us 2)" est également une piste hip hop avec un fond de piano addictif, des synthétiseurs à la sensation douce et des mélodies agréables, avec des paroles qui dépeignent le paysage des vacances à la mode estivale. "부르면 돼 (Closer to you)" est une chanson hip hop à la sensibilité romantique. On décrit cette chanson comme une chanson impressionnante avec une mélodie émotionnelle et un refrain très entraînant avec des paroles exprimant le désir de se rapprocher de la personne.

## Promotion
Le duo a tenu un showcase le jour de la sortie du mini-album et ont interprété les trois singles principaux, ils ont également partagé quelques anecdotes sur la production de l'album et présenté les chansons y figurant. Ils ont par ailleurs interprété pour la première fois "What a life" et "부르면 돼 (Closer to you)" lors de la cinquième tournée d'EXO « EXpℓOration ».
Le 25 juillet, le duo a tenu un live sur la plateforme Weibo afin de célébrer la sortie de leur premier mini-album. Les deux ont présenté l'EP, ont parlé de musique et de leurs préférences en matière de nourriture, et ont joué à un mini-jeu de billard. Pas moins de 2,12 millions de fans ont assisté à ce live. Ce nombre fait de Sehun et Chanyeol les premiers artistes coréens à rassembler plus de 2 millions de personnes. C'est le plus grand nombre de spectateurs enregistrés par des artistes coréens sur la plateforme chinoise. Le lendemain, Weibo s'est exprimé sur ce record en commentant : “La grande influence de Sehun et Chanyeol en Chine a été revérifiée”, et “EXO continue de marquer l’histoire”.

## Accueil

### Succès commercial
Au lendemain de sa sortie, il a été révélé que le mini-album avait pris la première place du Top Albums Charts de iTunes dans 46 pays différents depuis sa sortie. L'EP figure également en tête des classements d'albums physique tels que Hanteo, Synnara Record, Yes24, ainsi que QQ Music en Chine. Les ventes de What a Life sur QQ Music ont dépassé le million de yuans et l'EP a donc été ainsi certifié disque de platine.

### Public
Le même jour que la sortie du clip-vidéo de What a life, le duo a figuré dans les tendances mondiales de Twitter avec le hashtag #WhatALifeWithSeChan. Le hashtag #EXO_SC_WhatALife a également figuré parmi les dix tendances les plus populaires.

## Liste des titres
| What a Life | What a Life                                 | What a Life                                       | What a Life                                                                     | What a Life | What a Life | What a Life | What a Life | What a Life | What a Life |
| No          | Titre                                       | Auteur                                            | Producteur(s)                                                                   | Durée       |             |             |             |             |             |
| ----------- | ------------------------------------------- | ------------------------------------------------- | ------------------------------------------------------------------------------- | ----------- | ----------- | ----------- | ----------- | ----------- | ----------- |
| 1.          | What a life                                 | Gaeko, Chanyeol, Sehun                            | Gaeko, Im Kwang-wook (Devine Channel), Andreas "Mage" Maggiani (Devine Channel) | 3:23        |             |             |             |             |             |
| 2.          | 있어 희미하게 (Just us 2) (featuring Gaeko) | Gaeko, Chanyeol, Sehun, Boi B                     | Gaeko, GRAY, DAX                                                                | 3:18        |             |             |             |             |             |
| 3.          | 부르면 돼 (Closer to you)                   | Gaeko, Hangzoo, Chanyeol, Sehun                   | Gaeko, Im Kwang-wook (Devine Channel)                                           | 3:07        |             |             |             |             |             |
| 4.          | 선 (Borderline)                             | Gaeko, Chanyeol, Sehun                            | Gaeko, Mike Dupree (Devine Channel)                                             | 2:39        |             |             |             |             |             |
| 5.          | 롤러코스터 (Roller coaster)                 | Chanyeol, MQ, Jeon Yong-joon, Yunji, Sehun, Gaeko | Chanyeol, MQ, Jeon Yong-joon, Yunji, Sehun                                      | 3:10        |             |             |             |             |             |
| 6.          | 夢 (Daydreamin')                            | Chanyeol, MQ, Jeon Yong-joon, Yunji, Sehun        | Chanyeol, MQ, Jeon Yong-joon, Yunji, Sehun                                      | 4:31        |             |             |             |             |             |
| 20:08       |                                             |                                                   |                                                                                 |             |             |             |             |             |             |

## Classements

### Classements hebdomadaires
| Classements                        | Meilleure position |
| ---------------------------------- | ------------------ |
| South Korea (Gaon)                 | 1                  |
| French Download Albums (SNEP)      | 29                 |
| US World Albums (Billboard)        | 8                  |
| US Independent Albums (Billboard)  | 32                 |
| US Heatseekers Albums (Billboard)  | 10                 |
| UK Digital Albums (OCC)            | 78                 |
| Japanese Albums (Oricon)           | 19                 |
| Japan Hot Albums (Billboard Japan) | 26                 |
| Polish Albums (ZPAV)               | 43                 |

### Classement annuel
| Classement         | Meilleure position |
| ------------------ | ------------------ |
| South Korea (Gaon) | 12                 |

## Ventes
| Pays                    | Ventes  |
| ----------------------- | ------- |
| South Korea (Gaon)      | 412 029 |
| China (DL)              | 179 443 |
| Japan (Oricon)          | 5 436   |
| USA (Nielsen Soundscan) | 1 000   |

## Prix et nominations
| Année | Prix               | Travail nommé | Titre        | Résultat   |
| ----- | ------------------ | ------------- | ------------ | ---------- |
| 2020  | Golden Disk Awards | What a Life   | Disk Bonsang | Lauréat    |
| 2020  | Golden Disk Awards | What a Life   | Disk Daesang | Nomination |

### Programmes de classements musicaux
| Chanson       | Programme        | Date        |
| ------------- | ---------------- | ----------- |
| "What a life" | Music Bank (KBS) | 2 août 2019 |

## Historique de sortie
| Pays         | Date            | Format                   | Label                                   |
| ------------ | --------------- | ------------------------ | --------------------------------------- |
| Corée du Sud | 22 juillet 2019 | CD, téléchargement légal | SM Entertainment, Dreamus Company Korea |
| Monde entier | 22 juillet 2019 | Téléchargement légal     | SM Entertainment                        |